# Play No Games
Play No Games è un brano musicale del rapper statunitense Big Sean, estratto come quinto singolo dal suo terzo album, Dark Sky Paradise. Il brano presenta la collaborazione di Chris Brown e Ty Dolla $ign.
Il brano utilizza un campionamento del brano del 1988 Piece Of My Love dei Guy.

## Il video musicale
Il video musicale è stato diretto da Mike Carson, ed è prodotto ispirandosi allo stile delle sitcom. Nel video sono presenti cameo di French Montana e Martin Lawrence.

## Classifiche
| Classifica (2015) | Posizione massima |
| ----------------- | ----------------- |
| Stati Uniti       | 84                |
| Stati Uniti (R&B) | 28                |